# Isaiah Berlin

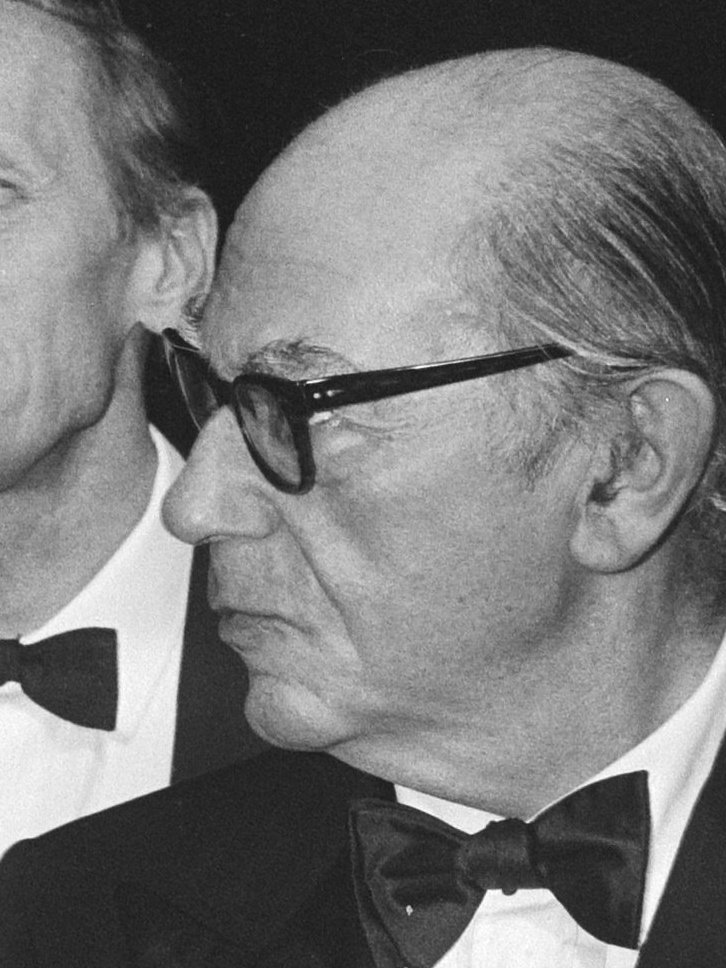
Sir Isaiah Berlin (1983)

Sir Isaiah Berlin (* 6. Juni 1909 in Riga, Russisches Kaiserreich; † 5. November 1997 in Oxford) war ein russisch-britischer politischer Philosoph und Ideengeschichtler jüdischer Abstammung, der als Professor an der University of Oxford lehrte.
Berlin war seit Mitte des 20. Jahrhunderts vor allem durch seine Unterscheidung zwischen negativer und positiver Freiheit bekannt geworden. Seit den 1980er und 1990er Jahren konzentriert sich das Interesse an ihm dann vor allem auf sein Konzept eines Wertepluralismus im Verhältnis zum Liberalismus. Zusammen mit dem US-amerikanischen Philosophen John Rawls war er der einflussreichste Denker des Liberalismus nach dem Zweiten Weltkrieg.
Berlin wurde durch die russische Februarrevolution und die Oktoberrevolution geprägt, die er beide vor Ort miterlebte: sie begründeten seinen tiefen Skeptizismus gegen Gewalt und dogmatischen Idealismus als Mittel zur Erlangung politischer Ziele. Ein späterer Besuch in Leningrad 1945 überzeugte ihn von der Unmenschlichkeit des sowjetischen Systems. Intellektuell prägte ihn der in Oxford in seiner Jugend vorherrschende, vom Wiener Kreis beeinflusste logische Empirismus (Alfred Jules Ayer), von dem er sich aber bald abwandte. Denker, auf die er sich oft bezog, waren Alexander Herzen, John Stuart Mill und Immanuel Kant. Berlin beschäftigte sich eingehend mit den häufig romantisch beeinflussten Gegnern der Aufklärung, deren meist vorhandenen Monismus er ablehnte; jedoch schätzte er sie – sich selbst eher zu den Aufklärern zählend – als wichtige Kritiker von Schwachpunkten der Aufklärungsdoktrin.

## Leben

### Riga, Petrograd, Riga

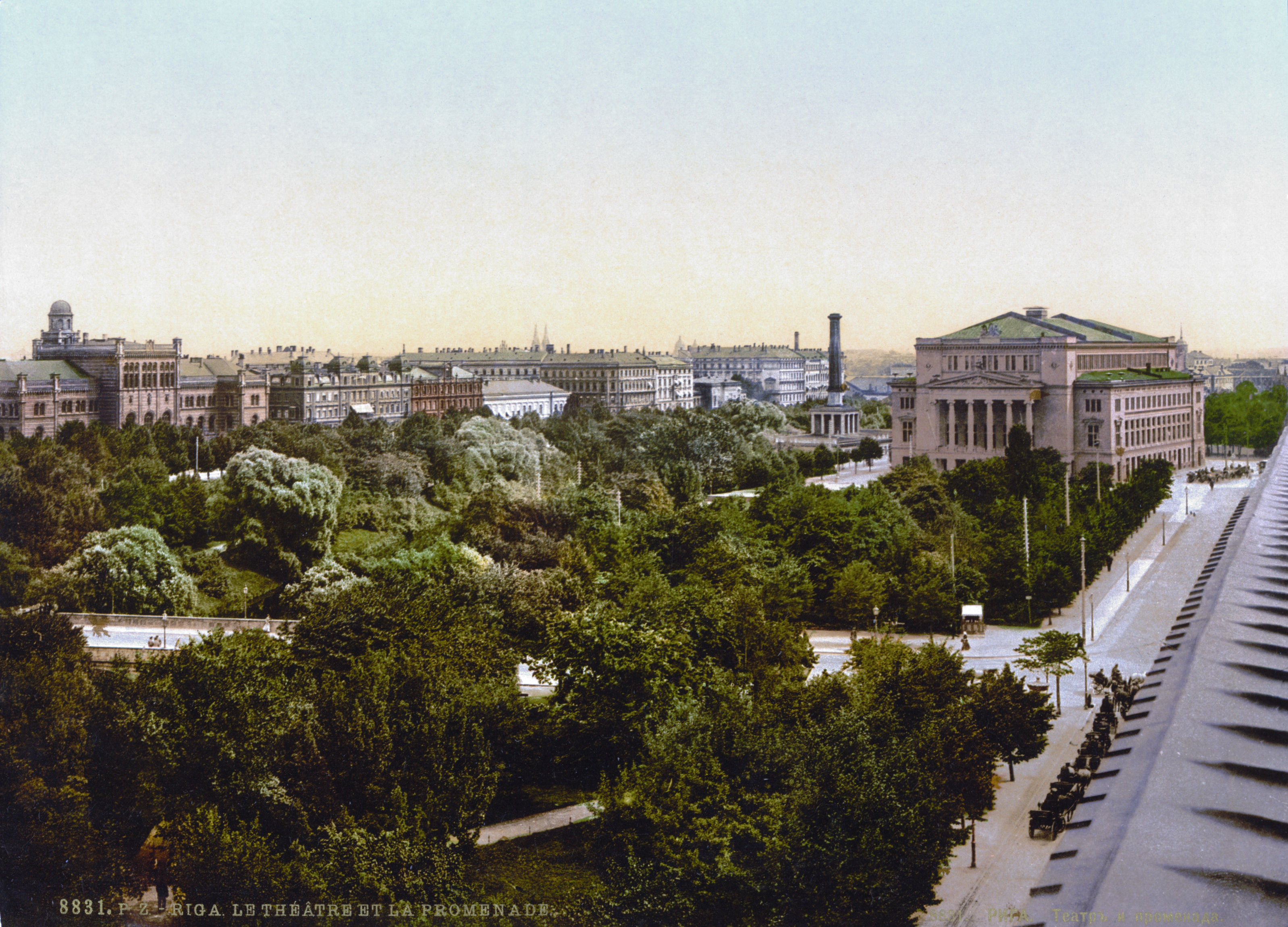
Theater-Promenade in Riga um 1900

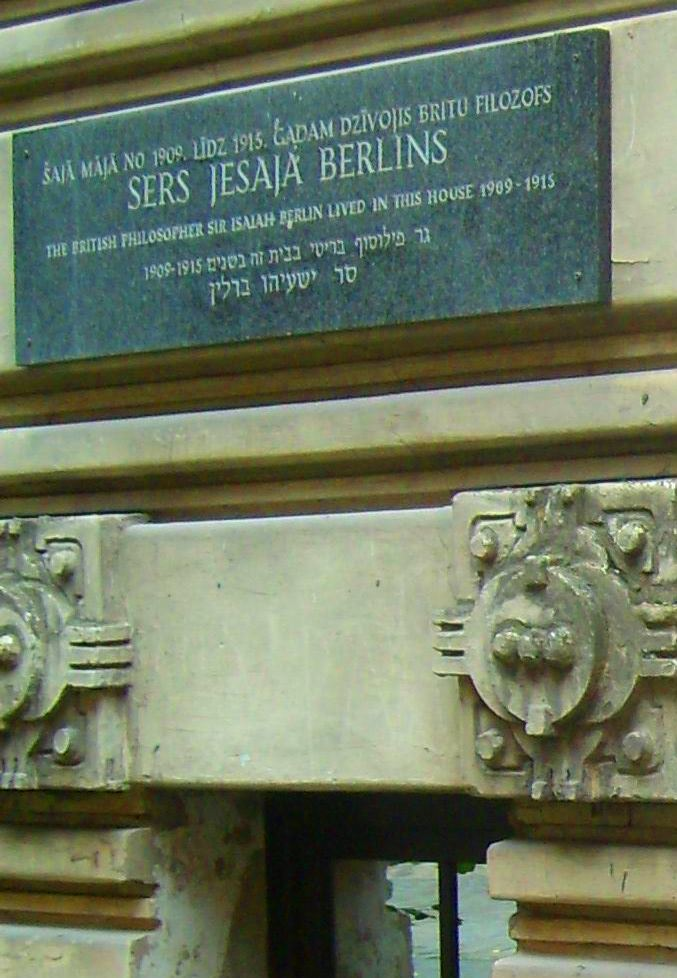
Gedenktafel für Isaiah Berlin in Riga am Haus Albertstraße (lett. Alberta iela) 2a

Isaiah Berlin wurde als Sohn einer reichen Holzhändlerfamilie in der damals russischen Stadt Riga geboren. Er war ein Einzelkind, das geboren wurde, als seinen Eltern bereits ärztlich attestiert worden war, sie könnten keine Kinder mehr bekommen. Er selbst sagte, er sei in seiner Kindheit hemmungslos verwöhnt worden. Die Familie war aufgrund ihrer wirtschaftlichen Bedeutung von sämtlichen diskriminierenden Gesetzen, denen Juden im zaristischen Russland unterworfen waren, ausgenommen. Die vorwiegende Umgangssprache in seinem Elternhaus war Russisch; es wurde aber auch Deutsch gesprochen.
Als Berlin fünf Jahre alt war, brach der Erste Weltkrieg aus. Die Lage für die Juden in Riga wurde zunehmend schwierig. Sie selbst orientierten sich kulturell nach Deutschland, waren jedoch russische Staatsbürger. Als ein Großteil des gelagerten Holzes in Mendel Berlins Lager verbrannte, beschuldigte dieser den deutschen Eigentümer des Lagergeländes der Sabotage. Der Deutsche zeigte daraufhin Mendel Berlin umgehend wegen Versicherungsbetruges an: Berlin habe das Lager selbst in Brand gesteckt. Die Familie verließ die Stadt auch wegen der herannahenden Front und zog über Umwege nach Petrograd.
In der damaligen russischen Hauptstadt erlebte Berlin die Februar- und Oktoberrevolution. Obwohl das Unternehmen seines Vaters den Umbruch wirtschaftlich gut überlebte und Mendel Berlin zudem Angestellter in der Holzbeschaffung für die russische Eisenbahn wurde, waren häufige Besuche der Geheimpolizei an der Tagesordnung. Nach Berlins Aussage brauchte sein Vater auch nach dem Umzug nach England noch ein Jahr, um nicht beim Geräusch eines Fahrzeugs, das in der Nähe des Hauses hielt, angstvoll aus dem Fenster zu spähen und sich zu vergewissern, dass es nicht zur Tscheka gehörte.
Die Berlins zogen zurück nach Riga, wo sie sich im inzwischen unabhängigen Lettland sicherer vor Verfolgung wähnten. Dort allerdings wurden sie Opfer antisemitischer Schikanen durch einzelne Verwaltungsbehörden. Bereits auf dem Weg nach Riga mussten die Berlins jeden Verwaltungsakt, der ethnischen Letten selbstverständlich offenstand, mit Schmiergeldern bezahlen. Schließlich beschlossen sie, nach London zu ziehen, wo Mendel Berlin noch aus der Vorkriegszeit umfangreiche geschäftliche Verbindungen besaß.
Berlin besuchte in Russland keine Schule regelmäßig. Bis zum Umzug nach England bildete er sich größtenteils durch intensive Benutzung der Bibliotheken von Eltern und Verwandten.

### London und Oxford
1919 traf die Familie in London ein. Aufgrund seiner geschäftlichen Kontakte in London hatte Mendel Berlin Zugriff auf Geldmittel im Land und konnte in kurzer Zeit sein Geschäft wieder aufbauen. Isaiah identifizierte sich mit den Werten der britischen Gesellschaft. Großbritannien wurde für ihn zum Sinnbild für Zivilisation und Toleranz.
Er besuchte die altehrwürdige St Paul’s School in London und begann in Oxford am Corpus Christi College ein geisteswissenschaftliches Studium, das die sogenannten Greats umfasste (Alte Sprachen, Geschichte der Antike und Philosophie). Nach seinem Abschluss absolvierte er zusätzlich den politikwissenschaftlich orientierten Studiengang Philosophy, Politics and Economics. Nachdem er erst Tutor am New College gewesen war, wurde er 1932 der erste jüdische Fellow des All Souls College der University of Oxford. An der Universität Oxford arbeiteten damals nur drei Juden. Innerhalb der britischen jüdischen Gemeinschaft sorgte dies für Aufsehen. Er hatte danach regelmäßig Umgang mit den gesellschaftlichen Eliten der Gemeinschaft. Gleich nach seiner Ernennung lud ihn Baron Rothschild auf ein Wochenende ein.
Seine erste Veröffentlichung war ein Buch über die politischen und philosophischen Ideen von Karl Marx. Es enthielt auch biographische Elemente. Positiv, aber ohne großen Enthusiasmus aufgenommen, attestierte ihm selbst der kommunistische Daily Worker, dass es immerhin kenntnisreicher geschrieben sei als die üblichen bourgeoisen Verleumdungen. Das Werk sollte die einzige Monographie bleiben, die Berlin je veröffentlichte.

### New York und Washington, D.C.
Am 9. Juli 1940 unternahm Berlin zusammen mit Guy Burgess eine Schiffsreise in die USA, um von dort weiter an die britische Botschaft in Moskau zu gehen. Burgess arbeitete zu dieser Zeit – was Berlin nicht wusste – als einer der Cambridge Five als sowjetischer Spion. Burgess wollte als Begleiter von Berlin unauffällig nach Moskau gelangen. Allerdings war der Plan schlecht vorbereitet; die britische Botschaft in Moskau wusste weder von Berlins Ankunft, noch hieß sie sie gut. Für Berlin war in New York City das Ende der Reise erreicht. Dort überraschte ihn der Beginn der Luftschlacht um England. Hatte er eigentlich nach Moskau gehen wollen, um dort zum Kampf gegen Deutschland beitragen zu können, so sah er sich plötzlich isoliert im sicheren Amerika, während auf seine Heimat Bomben fielen.
Ein Angebot im Auftrag des britischen Informationsministeriums, die US-Zeitungen auszuwerten, wollte er erst ablehnen, nahm es aber letzten Endes – nachdem er von Oktober 1940 bis Januar 1941 nach Hause zurückgekehrt war – an, um sich nicht selbst als Feigling sehen zu müssen.
Von Washington aus schrieb Berlin Berichte über die politische Stimmung in den USA für die britische Botschaft, die bis zu Winston Churchill gelangten. Die ungewöhnlich kenntnisreichen Berichte machten Berlins Namen in der gesamten britischen Regierung bekannt. Aufgrund seines Konversationstalents und seiner Affinität zu Partys und gesellschaftlichen Ereignissen war Berlin wahrscheinlich der über Klatsch und informelle Beziehungen in der US-Hauptstadt bestinformierte Brite jener Zeit. Seine Berichte schrieb er in zwei Versionen: einer offiziellen, die den Amtsweg ging, und einer inoffiziellen mit den pikanteren Details, die über Freunde unter der Hand in London verteilt wurden.
Einer breiteren Öffentlichkeit wurde er durch einen Zufall bekannt. Während des Krieges hielt sich der US-amerikanische Komponist Irving Berlin, der Verfasser des populären Liedes White Christmas, zeitweise in London auf. Winston Churchill, der Irving mit Isaiah verwechselte, lud irrtümlich den Komponisten zu einem Dinner ein. Während des Dinners verwirrten Irving Berlin die detaillierten Fragen sehr, die Churchill ihm zur US-Innenpolitik stellte, während diesen die vagen und unbestimmten Antworten seines Gastes verwunderten. Selbst als der US-Amerikaner bekannt gab, wie er bei der nächsten US-Wahl wählen wolle, entdeckte keiner der Anwesenden das Missverständnis; Churchill murmelte nur etwas über das gute englisch-amerikanische Verhältnis, demzufolge jetzt selbst ein britischer Oxford-Professor in den USA wählen dürfte. Aufgeklärt wurde die Verwechslung erst nach dem Dinner. Die Geschichte gelangte 1949 an die britischen Zeitungen, von denen sie freudig publiziert wurde. Der Name Isaiah Berlin wurde damit zum ersten Mal ein Begriff in der britischen Öffentlichkeit.

### Moskau und Leningrad
Berlin hatte sich stets mit russischer Literatur und den geistigen Strömungen im Land seiner Herkunft beschäftigt. Direkt nach seiner Ankunft gelangte er seinem Naturell entsprechend auf einen Empfang der britischen Botschaft, wo er Sergei Eisenstein kennenlernte. Er ging oft ins Theater, war fasziniert von den Gesprächen und Erfahrungen, die er dort machte. Er sprach von „Emotionen und Ausdrücken, von denen ich lange vergessen habe, dass sie überhaupt existieren“. Insbesondere traf er in Russland die Dichter Boris Pasternak in Moskau und Anna Achmatowa in Leningrad. Er sah ihnen sowohl das physische Elend, in dem sie lebten, als auch ihr Leiden unter der Enge und geistigen Rigidität des stalinschen Systems an. Beide hatten in den Jahrzehnten zuvor enge Freunde – in Achmatowas Fall die Männer, die sie liebte – durch die Säuberungspolitik verloren, beide hielten aber unter großer Anstrengung ihre Würde aufrecht und wurden dadurch in der Sowjetunion zu Symbolen des Widerstands. Die Treffen und Gespräche mit ihnen prägten Berlin tief und waren mit Ausschlag gebend für seine Ablehnung der Sowjetunion und totalitärer Systeme generell. Der eher kleine und dickliche Mann war berühmt für seine Empathie und sein Konversationstalent. Innerhalb kurzer Zeit erwarb er an jedem Ort, an dem er sich aufhielt, einen großen und imposanten Bekanntenkreis. Offiziell war Berlin in dieser Zeit Erster Sekretär der britischen Botschaft in Moskau.
Nach seiner eigenen Aussage reiste Berlin nach Leningrad, um seine Kindheitserinnerungen aufzufrischen, vor allem aber, weil es dort zu dieser Zeit eine größere Auswahl an klassischer russischer Literatur zu billigeren Preisen gab. Die literarische Szene selbst war durch den Eisernen Vorhang bereits isoliert. Selbst ausgewiesene Experten wie Berlin und sein Briefpartner Maurice Bowra konnten nur darüber spekulieren, ob einzelne Autoren noch lebten, geschweige denn, ob und was sie schrieben. Über die in einem Buchladen am Newski-Prospekt frisch erworbene Bekanntschaft zum Literaturkritiker Orlow stellte Berlin Kontakt zu Anna Achmatowa her: Er wollte eigentlich nur wissen, ob sie überhaupt noch lebte und wurde prompt eingeladen.
Vor der Kulisse eines halb verfallenen Palastes, in dem Achmatowa ein Zimmer in Armut bewohnte, traf sich eine eher kleine und dickliche, fast virile 34-jährige „Jungfrau“ mit einer 57-Jährigen, die in ihrer Jugend eine der gefürchtetsten Femmes fatales Russlands gewesen war; ihr Beziehungsleben hatte die gesamte Gerüchteküche der Metropole Sankt Petersburgs beschäftigt. Das Treffen dauerte nur eine Nacht, prägte aber das Leben beider.

### Oxford
Die Jahre zwischen 1955 und 1962 waren die produktivsten des akademischen Lebens von Berlin. Er schrieb in dieser Zeit die meisten seiner später veröffentlichten Texte. Seine Antrittsvorlesung als Chichele Professor of Social and Political Theory über negative und positive Freiheit sollte sich als bahnbrechend erweisen.
Der russisch-baltische Jude galt in Oxford als Inbegriff des britischen Intellektuellen. Zeitgenossen beschreiben sein Wissen als enzyklopädisch und extrem vielseitig. Vor den Hörsälen, in denen er las, bildeten sich oft Schlangen von Studenten, die ihn reden hören wollten. In seiner Konversation galt er als geistreich, subtil und äußerst lebendig. Geradezu berüchtigt war sein sehr schneller Redestil, oder wie der Konservative Abgeordnete für Oxford und zeitweilige Fellow am Nuffield-College, Oxford Christopher Montague Woodhouse es 1982 ausdrückte: “He was known as the only man in Oxford who could pronounce ’epistemological’ as one syllable.” (dt.: „Er war als einziger Mensch in Oxford bekannt, der epistemologisch in einer einzigen Silbe aussprechen konnte.“) Die Aura des Intellektuellen umgab ihn, der Times-Journalist Richard Morrison schrieb 2002 rückblickend: “As a schoolboy in NW3, I would be sent on cross-country runs over Hampstead Heath, where I might encounter Michael Foot walking his dog or Isaiah Berlin walking his brain.” (dt.: „Als Schuljunge im [Londoner Bezirk] NW3 musste ich quer über den Hampstead Heath Querfeldeinläufe machen. Dort konnte ich den britischen Politiker Michael Foot treffen, der seinen Hund, oder Isaiah Berlin, der sein Gehirn ausführte.“) Fritz Stern erinnert sich an ein Treffen mit Berlin in Jerusalem 1979: „Isaiah Berlin hatte mich gebeten, in sein Hotel zu kommen und dort unsere Gespräche fortzusetzen. Isaiah war ein Wunder: Die Klarheit und Schnelligkeit, mit der er dachte und sprach, die sprudelnde Fülle seiner Ideen, die Aperçus über menschliche und historische Schwächen! Mit ihm zu sprechen, war, als tränke man Champagner.“
1956 heiratete Isaiah Berlin Aline Halban, geborene de Gunzbourg (1915–2014), die zuvor mit dem Physiker Hans von Halban verheiratet war. Am 16. Juli 1957 wurde Berlin als Knight Bachelor („Sir“) geadelt. Später gründete er das Wolfson College in Oxford; er war damit einer der wenigen Philosophen des 20. Jahrhunderts, denen es gelang, ihre Philosophie in einer akademischen Institution zu verankern. 1959 wurde Berlin in die American Academy of Arts and Sciences gewählt. 1971 wurde er mit dem Order of Merit ausgezeichnet.

### Späte akademische Anerkennung: Bücher
Obwohl Professor in Oxford und durch Vorträge auf BBC Radio 4 vielen Briten als politischer Philosoph bekannt, setzte sein Ruhm innerhalb der akademischen Wissenschaften spät ein.
Berlin hatte zwar zeit seines akademischen Lebens publiziert, allerdings waren seine Aufsätze über Dutzende Journale, Festschriften, Aufsatzsammlungen, Konferenzberichte etc. verteilt oder lagen nur als unveröffentlichte Vortrags- und Vorlesungsmanuskripte vor. Neben seiner Marx-Monographie existierten zu dieser Zeit nur sein Buch über Vico und Herder sowie die bahnbrechenden Four Essays on Liberty. Zu einem Großteil waren sie schon zu Berlins Lebzeiten in den Archiven verschwunden, selbst Berlin konnte sich in den 1970ern an viele seiner Texte nicht mehr erinnern, geschweige denn daran, wo sie veröffentlicht waren. Selbst akademische Kreise kannten ihn vor allem aus dem Radio oder bezeichneten ihn als Salonvirtuosen ohne wissenschaftliche Leistungen. Das änderte sich erst 1974, als sich Henry Hardy, ein Absolvent des Wolfson College, an Berlin wandte. Er schlug vor, seine Texte zu sammeln und in Buchform neu zu publizieren. Er sammelte Berlins verstreute Aufsätze, unfertige Manuskripte und Vorlesungsaufzeichnungen. Erst danach erkannte ihn auch die Wissenschaft als einen der wichtigsten politischen Philosophen des 20. Jahrhunderts an.
Der oft unsauber zitierende und die harte Arbeit einer Publikation scheuende Berlin geriet so an einen methodischen, oft auch pedantischen, Herausgeber, der sich unermüdlich durch Archive wühlte, um auch das entlegenste Zitat zu überprüfen. Im Laufe ihrer 23-jährigen Zusammenarbeit erschienen zahlreiche Bücher, Hardy hatte in kurzer Zeit auch eine Bibliographie mit über 100 Artikeln zusammengestellt. Vielen, wahrscheinlich auch Berlin selbst, wurde damit erstmals der rote Faden seines Werkes ebenso deutlich wie seine einzigartige Stellung durch seine historisch-politisch-moralischen Untersuchungen, die sich der Spezialisierung des Wissenschaftsbetriebs widersetzten. Von 1974 bis 1978 war er Präsident der British Academy, deren Mitglied er seit 1957 war.
Gegen Ende der 1970er war er Großbritanniens bekanntester Intellektueller. Er wurde regelmäßig von der britischen Königin in den Buckingham Palace oder von Margaret Thatcher nach Downing Street eingeladen, wenn ein israelischer Gast anwesend war oder jemand aufgrund seiner intellektuellen Leistungen geehrt wurde. Er traf dort auch Michail Gorbatschow. 1983 bekam er den Erasmuspreis für Verdienste um die europäische Kultur (100.000 Niederländische Gulden).
1988, als sein baldiger Tod absehbar war, reiste er noch einmal nach Moskau und Sankt Petersburg. Dabei besuchte er auch das Fontänen-Haus, den Ort seines Treffens mit Anna Achmatowa. Nach seinem Tod wurden Gedenkveranstaltungen in Oxford, London, Washington DC und Jerusalem durchgeführt.
Berlin war neben seinen inhaltlichen Texten auch für seinen einerseits lebendigen und mitfühlenden, stets aber auch skeptischen Stil bekannt. Selbst bei Menschen, deren Leistungen er offensichtlich verehrte, konnte er die dunklen Flecken im Werk, Unfertiges oder Beschränktheiten des Horizonts aufzeigen.

## Werk

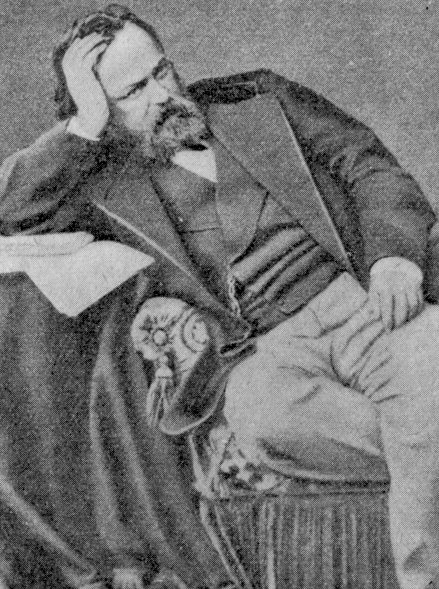
Alexander Herzen, der Denker, mit dem sich Berlin am ehesten identifizierte

Berlin hinterließ ein vielfältiges Werk. Neben umfassenden Abhandlungen zum russischen literarischen und Geistesleben war er vor allem als politischer Theoretiker bekannt. Er schrieb umfangreiche Abhandlungen zu vielen Klassikern des politischen Denkens. Er blieb damit dem stets von ihm selbst postulierten moralischen Pluralismus treu, der seiner Meinung nach sämtliches menschliches Handeln und die Erfahrung der Menschen durchzog. Der Denker, zu dem er sich intellektuell wahrscheinlich am meisten hingezogen fühlte, war der russische Liberale und Sozialist Alexander Herzen.
Die zwei zentralen Themen seines Werks waren Freiheit und Pluralismus der Werte. Inwieweit diese beiden Ansätze sich im Werk Berlins widersprechen oder sich bedingen, ist bis heute Thema akademischer Auseinandersetzung. In beiden Punkten aber betonte er die Wahlmöglichkeiten und Freiheit des Individuums vor den Anforderungen von Gesellschaft und Staat (Freiheit) beziehungsweise das Primat des selbstbestimmten Individuums gegenüber einem Theorie- oder Ideengebäude (Pluralismus).
Andere theoretische Probleme, mit denen er sich auseinandersetzte, waren zum einen die Zweck-Mittel-Problematik in der Politik, zum anderen der Nationalismus. Er warnte davor, den Zweck zum einzig entscheidenden Punkt politischer Überlegung zu machen, da dessen Erlangung naturgemäß ungewiss sei und die Geschichte zeige, dass sie nicht dem Plan eines Individuums oder einer Bewegung gemäß erfolge; die Folgen der verwandten Mittel jedoch würden auf jeden Fall eintreten und oft genug unwiderruflich Leid bringen.
Berlin, der selbst einem gemäßigten Zionismus zuneigte, erkannte Nationalismus und nationale Identifikation als wichtige und notwendige Mittel der Politik an. Für ihn hatten in der praktischen Politik Emotionen Vorrang vor Ideen, da erstere wesentlich handlungswirksamer seien. Während er die potenziell zerstörerische Kraft des Nationalismus sah, gehörte dieser für ihn zum Erbe der Aufklärung, das in der Praxis die Menschen zum kollektiven und gemeinwohlorientierten Handeln anleitete.

## Berlin als Ideengeschichtler: Aufklärung und Wertpluralismus

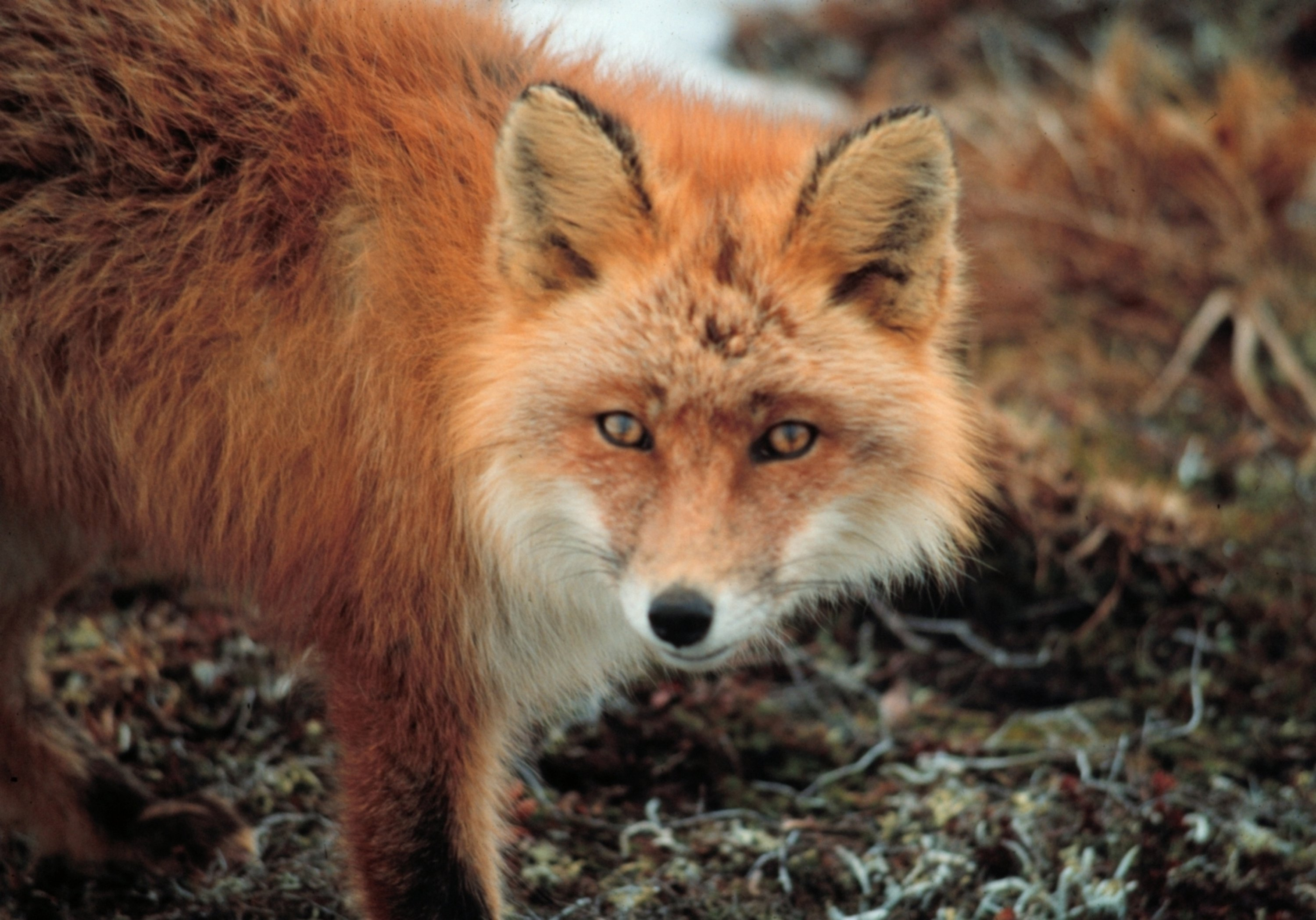
„Der Fuchs weiß viele verschiedene Sachen …“

Berlins späteres Werk fokussiert sich auf seinen Ansatz zum Wertpluralismus: Vermittelt vor allem in seinen ideengeschichtlichen Schriften, hält Berlin bestimmte menschliche Werte wie Freiheit, Gleichheit, Gerechtigkeit, Mitleid, Fairness, die Suche nach Schönheit oder Wahrheit für untereinander nicht kompatibel oder inkommensurabel und oft genug in direktem Widerspruch zueinander stehend. Im Gegensatz zum Relativismus geht er aber davon aus, dass es bestimmte universelle Werte gibt, die für alle Menschen gleich sind. Im Gegensatz zu monistischen philosophischen Systemen sieht er es aber für unmöglich an, diese Werte generell zu ordnen oder zusammenzufassen. Welcher Wert im Konfliktfall zu bevorzugen ist, hänge zu sehr von der konkreten Lage und den beteiligten Personen ab, als dass sich eine generelle Aussage darüber treffen ließe.

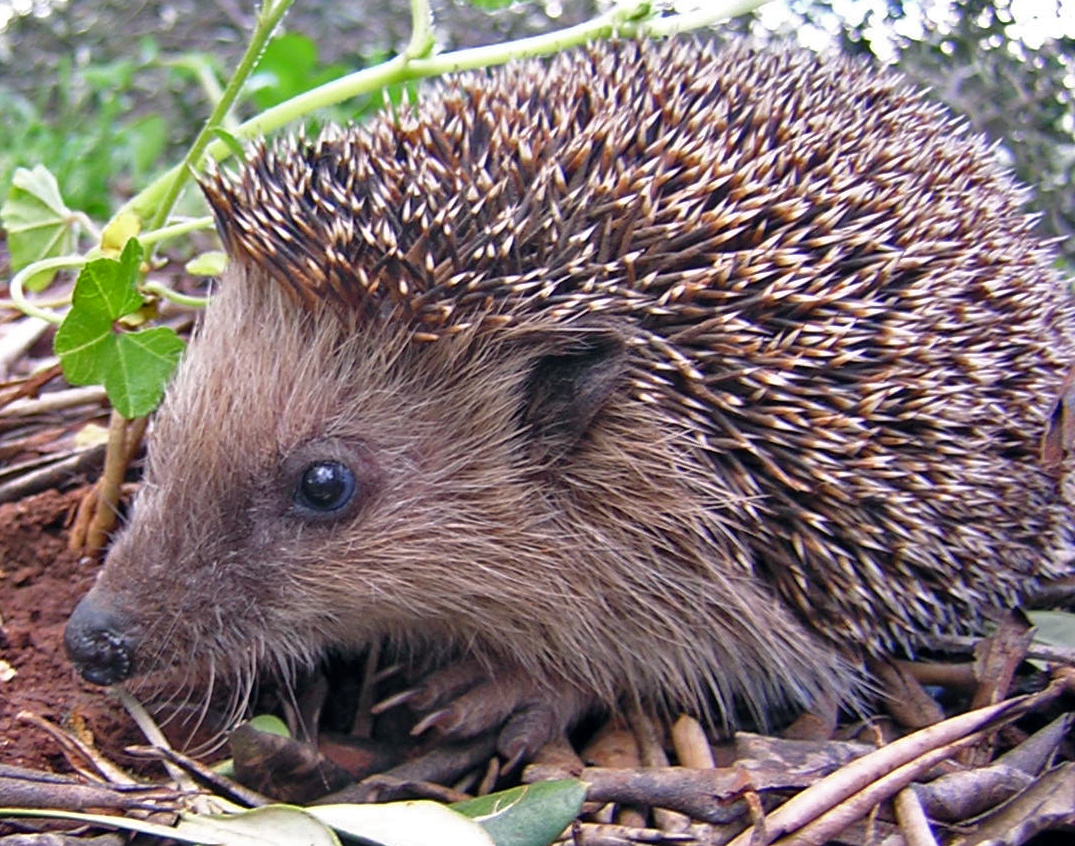
„… der Igel aber nur eine große.“

Besonders bekannt wurde seine in einem Aufsatz zu Lew Tolstoi vorgebrachte Unterscheidung der Theoretiker in Igel und Füchse. Er entnahm die Unterscheidung einem Werk des antiken griechischen Lyrikers Archilochos, von dem folgendes Fragment überliefert ist: Der Fuchs weiß viele verschiedene Sachen, der Igel aber nur eine große. Nach Berlins Auffassung versuchten die Igel ein allumfassendes System menschlicher Handlungen, der Geschichte und von moralischen Werten zu entwickeln. Sie haben: 
one system less or more coherent or articulate, in terms of which they understand, think and feel – a single, universal, organizing principle in terms of which alone all that they are and say has significance (dt.: „Ein System, mehr oder weniger kohärent, in dessen Begriffen sie verstehen, denken und fühlen – ein einziges universelles organisatorisches Prinzip, in dessen Begriffen alles was sie sind und sagen Signifikanz hat.“) 
Die Füchse hingegen tendierten eher dazu, überall eine Vielfalt zu sehen: 
[T]hose who pursue many ends, often unrelated and even contradictory, [...] related by no moral or aesthetic principle; these last lead lives, perform acts, and entertain ideas that are centrifugal rather than centripetal, their thought is scattered or diffused, moving on many levels, seizing upon the essence of a vast variety of experiences and objects ... (dt.: „[Es sind] diejenigen, die viele Ziele verfolgen, oft ohne inneren Zusammenhang oder sogar widersprüchlich, [...] verbunden durch kein moralisches oder ästhetisches Prinzip; diese führen Leben, handeln und spielen mit Ideen, die eher zentrifugal als zentripetal sind; ihre Gedanken sind verstreut und weitschweifig, bewegen sich auf vielen Ebenen, nehmen die Essenz einer Vielzahl von Erfahrungen und Objekten in sich auf.“) 
Typische Igel für Berlin sind beispielsweise Platon, Blaise Pascal, Georg Wilhelm Friedrich Hegel, Fjodor Michailowitsch Dostojewski, Friedrich Nietzsche oder Marcel Proust, Füchse hingegen William Shakespeare, Herodot, Aristoteles, Erasmus von Rotterdam, Johann Wolfgang von Goethe, Alexander Sergejewitsch Puschkin oder James Joyce. Die Einteilung wurde unter anderem von Michael Walzer, Jim Collins und Philip Tetlock aufgegriffen. Timo Meynhardt nutzt die Metapher, um zwischen verschiedenen Denkstilen bei Managern zu unterscheiden.
Berlins Haltung zur Gegenaufklärung ist dabei ambivalent. Er selbst sieht sich klar auf der Seite der Aufklärer, die wichtige menschliche Entwicklungen gebracht haben. Andererseits betont er an fast vergessenen Denkern der Romantik und Gegenaufklärung ihre berechtigte Kritik an der Aufklärung und ihre Hinweise auf die späteren Fehlentwicklungen, die diese mit sich brachte.
In seinem Frühwerk finden sich diese Gedanken oft nur in Ansätzen. Der noch als Student geschriebene Aufsatz Some Procrustations über Aristoteles enthält erste Forderungen nach einem pluralistischen Ansatz, wenn auch nur in der Kunst- und Literaturkritik. In der Karl-Marx-Monographie kritisiert er ausführlich den monistischen nicht-pluralistischen Ansatz, ohne ein Gegenmodell darzustellen. In den nächsten Jahren finden sich Überlegungen und Gedankenansätze zum Thema in seinen Vorlesungsnotizen. In seinem bekanntesten Aufsatz Two Concepts of Liberty findet sich die Unterscheidung noch nicht im Entwurf, aber in der eigentlichen Rede, während er das Konzept in seinen späteren ideengeschichtlichen Werken weiter ausbaut. Die klarste und prägnanteste Zusammenfassung des Ansatzes gibt er in seiner Rede anlässlich des Giovanni-Agnelli-Preises 1988, veröffentlicht als The Pursuit of the Ideal.

## Berlins Theorie der Freiheit
Im Mittelpunkt seiner Analyse der Freiheit steht die berühmt gewordene, aber auch heftig umstrittene Unterscheidung zwischen dem Begriff der »negativen Freiheit« und dem der »positiven Freiheit«. Auf Deutsch wird diese Unterscheidung oft als Unterschied zwischen der Freiheit von (einem Zwang von außen) und der Freiheit zu (einem selbstbestimmten Dasein) reformuliert. Es handelt sich hierbei um eine Formulierung, die auch schon von Friedrich Nietzsche und Georg Simmel verwendet wurde und letztlich auf Benjamin Constant und seinen Aufsatz Über die Freiheit der Alten im Vergleich zu der der Heutigen zurückzuführen ist. Die Unterscheidung korrespondiert wesentlich mit Berlins Verständnis philosophischer Ideen. Insbesondere jenen Ideen, die eine einzige Wahrheit versprechen, schreibt Berlin eine manipulative Macht zu, so dass im Falle einer eindeutigen Definition der Freiheit als Selbstverwirklichung das Individuum in der Definition seiner Wünsche beeinflussbar wird und in der Konsequenz eine unfreie Gesellschaft entsteht. Berlin sieht den klassischen Liberalismus bis hin zu John Stuart Mill als hauptsächlich mit der negativen Freiheit beschäftigt. Erst danach begann eine Hinwendung zu positiven Freiheiten, deren versuchte Verwirklichung nach Berlin aber illiberale Konsequenzen haben kann. Eine kritische Auseinandersetzung mit der Unterscheidung von »negativer« und »positiver Freiheit« findet sich unter anderem bei Charles Taylor. Eine Abkehr vom Begriffspaar der negativen und positiven Freiheit hin zur Unterscheidung nach qualitativer und quantitativer Freiheit entwickelte Claus Dierksmeier.
Damit korrespondiert eine systematische und konstante Konfundierung des liberalen Verfassungsprinzips und des Demokratieprinzips. Dies hat nicht nur theoretische, sondern auch praktische Konsequenzen: Die Demokratisierung aller Lebensbereiche wird keineswegs automatisch oder unter allen Umständen den Wunsch nach mehr Freiheit befriedigen, die Autonomie des einzelnen wird der demokratischen Gemeinschaft mit freiheitsbeschränkenden Konsequenzen für den einzelnen geopfert.

## Auszeichnungen
Berlin erhielt zahlreiche Ehrendoktorwürden, unter anderem von der Harvard University, der Yale University, der University of Oxford, der University of Cambridge, der Universität Athen, der Universität Bologna, der University of Toronto. 1979 erhielt er den Jerusalempreis für die Freiheit des Individuums in der Gesellschaft, 1983 war er einer der Empfänger des Erasmuspreises und 1988 gewann er den Agnelli-Preis für Beiträge zum ethischen Verständnis fortgeschrittener Gesellschaften. 1966 wurde er als auswärtiges Ehrenmitglied in die American Academy of Arts and Letters aufgenommen. 1975 wurde er gewähltes Mitglied der American Philosophical Society.

## Schriften
- Karl Marx: His Life and Environment. Thornton Butterworth, 1939. 4th ed., 1978, Oxford University Press. ISBN 0-19-510326-2.
  - Deutsche Ausgabe: Karl Marx: Sein Leben und sein Werk. Aus dem Englischen von Curt Meyer-Clason. Sammlung Piper, 1959
- Vico and Herder: Two Studies in the History of Ideas. Chatto & Windus, 1976. Redwood Burn Ltd. ISBN 0-7011-2512-8.
- The Hedgehog and the Fox: An Essay on Tolstoy's View of History. Weidenfeld & Nicolson, London 1953. (Phoenix, ISBN 978-0-7538-0867-2; PDF (Memento vom 6. August 2009 im Internet Archive) from The Isaiah Berlin Virtual Library)
  - Deutsche Ausgabe: Der Igel und der Fuchs – Essay über Tolstojs Geschichtsverständnis. Aus dem Englischen von Harry Maòr. Suhrkamp Verlag, Frankfurt am Main 2009. PDF Leseprobe
- Four Essays on Liberty. Oxford University Press, 1969. (Superseded by Liberty)
  - Deutsche Ausgabe: Freiheit: Vier Versuche. Aus dem Englischen von Reinhard Kaiser. Fischer Verlag, Frankfurt am Main 1995, ISBN 3-10-005207-2, Nachdruck 2006.
- mit Aileen Kelly (Hrsg.): Russian Thinkers. Hogarth Press, 1978. (2. Auflage. Penguin, ISBN 978-0-14-144220-4)
- Concepts and Categories: Philosophical Essays. Hogarth Press, 1978. (Pimlico, ISBN 0-670-23552-0)
- Against the Current: Essays in the History of Ideas. Hogarth Press, 1979. (Pimlico, ISBN 0-7126-6690-7)
  - Wider das Geläufige. Aufsätze zur Ideengeschichte. Übersetzung Johannes Fritsche. S. Fischer, 1981
- Personal Impressions. Hogarth Press, 1980. (2. Auflage. Pimlico, 1998, ISBN 0-7126-6601-X)
- The Crooked Timber of Humanity: Chapters in the History of Ideas. John Murray, 1990. (Pimlico, ISBN 0-7126-0616-5)
  - Deutsche Ausgabe: Das krumme Holz der Humanität. Aus dem Englischen von Reinhard Kaiser. Berlin Verlag, Berlin 2009
- The Sense of Reality: Studies in Ideas and their History. Chatto & Windus, 1996. (Pimlico, ISBN 0-7126-7367-9)
- mit Roger Hausheer (Hrsg.): The Proper Study of Mankind: An Anthology of Essays. Chatto & Windus, 1997. (Pimlico, ISBN 0-7126-7322-9)
- The Roots of Romanticism. Chatto & Windus, 1999, ISBN 0-7126-6544-7. (Das Buch beruht auf Vorlesungen, die 1965 auf Tonband aufgenommen wurden.)
  - Deutsche Ausgabe: Die Wurzeln der Romantik. Aus dem Englischen von Burkhardt Wolf. Berlin Verlag, Berlin 2004.
- Three Critics of the Enlightenment: Vico, Hamann, Herder. Pimlico, 2000, ISBN 0-7126-6492-0.
- The Power of Ideas. Chatto & Windus, 2000. (Pimlico, ISBN 0-7126-6554-4)
- Freedom and its Betrayal: Six Enemies of Human Liberty. Chatto & Windus, 2002. (recorded 1952) (Pimlico, ISBN 0-7126-6842-X)
- Liberty. (revised and expanded edition of Four Essays On Liberty). Oxford University Press, 2002, ISBN 0-19-924989-X.
- The Soviet Mind: Russian Culture under Communism. Brookings Institution Press, 2004, ISBN 0-8157-0904-8.
- Flourishing: Selected Letters 1928–1946. Chatto & Windus, 2004, ISBN 0-7011-7420-X. (Published as Selected Letters 1928–1946 by Cambridge University Press, 2004, ISBN 0-521-83368-X)
- Political Ideas in the Romantic Age: Their Rise and Influence on Modern Thought. Chatto & Windus, 2006, ISBN 0-7011-7909-0 (Princeton University Press, 2006, ISBN 0-691-12687-9; Pimlico, ISBN 978-1-84413-926-2)
- mit Beata Polanowska-Sygulska: Unfinished Dialogue. Prometheus, 2006, ISBN 1-59102-376-9.
- Henry Hardy, Mark Pottle (Hrsg.): Affirming: Letters 1975–1997. Chatto & Windus, 2015

### Biographisch
- György Dalos: Der Gast aus der Zukunft – Anna Achmatowa und Isaiah Berlin. Europäische Verlagsanstalt, 2002, ISBN 3-434-50083-9.
- Michael Ignatieff: Isaiah Berlin: Ein Leben. Bertelsmann, München 2000, ISBN 3-570-15073-9.
- David Caute: Isaac & Isaiah: The Covert Punishment of a Cold War Heretic. Yale University Press, New Haven 2013, ISBN 978-0-300-19209-4. (über Isaiah Berlin und Isaac Deutscher)

### Philosophisch/Ideengeschichtlich
- Isaiah Berlin, Ramin Jahanbegloo: Den Ideen die Stimme zurückgeben. Eine intellektuelle Biographie in Gesprächen. Fischer, Frankfurt am Main 1994, ISBN 3-10-005206-4.
- Norman Coles: Human Nature and Human Values, Interpreting Isaiah Berlin. Egerton House, Bexhill on Sea 2004.
- George Crowder: Isaiah Berlin. Liberty and Pluralism. Polity, Cambridge 2004, ISBN 0-7456-2476-6.
- Claude J. Galipeau: Isaiah Berlin's Liberalism. Clarendon Press, Oxford 1994.
- John Gray: Isaiah Berlin. HarperCollins, London 1995. (Fontana, London 1995 Princeton University Press, Princeton 1996, ISBN 0-691-02635-1)
- Robert Kocis: A Critical Appraisal of Sir Isaiah Berlin's Political Philosophy. Edwin Mellen Press, Lewiston NY 1989, ISBN 0-88946-105-8.
- Mark Lilla, Ronald Dworkin, Robert Silvers (Hrsg.): The Legacy of Isaiah Berlin. New York Review Books, New York 2001, ISBN 0-940322-59-5.
- Joseph Mali, Robert Wokler (Hrsg.): Isaiah Berlin's Counter-Enlightenment. In: Transactions of the American Philosophical Society. American Philosophical Society. Philadelphia 93, 5, 2003. ISSN 0065-9746
- Edna Ullmann-Margalit, Avishai Margalit (Hrsg.): Isaiah Berlin, A Celebration. Hogarth Press, London 1991, ISBN 0-7012-0925-9. (University of Chicago Press, Chicago 1991)
- Alan Ryan (Hrsg.): The Idea of Freedom, Essays in Honour of Isaiah Berlin. Oxford University Press, Oxford 1979, ISBN 0-19-215859-7.